# Peperomia guayrapurana
Peperomia guayrapurana är en pepparväxtart som beskrevs av William Trelease. Peperomia guayrapurana ingår i släktet peperomior, och familjen pepparväxter. Inga underarter finns listade i Catalogue of Life.